# Ватуляк Михайло Васильович
Михайло Васильович Ватуляк — український підприємець, громадський діяч, заслужений працівник культури України, лауреат премій.
Директор книготорговельної фірми «Книжкові джерела» у Львові. Товаришує з письменником Михайлом Слабошпицьким.
Відкрив у Львові книгарню ім. Богдана Ігоря Антонича по вул. С. Бандери 33 та книгарню ім. Маркіяна Шашкевича по вул. Личаківській 22.
Член видавничої Ради видавництва "Ярославів Вал" та один із його засновників.
Народився 20.8.1955 р.

## Громадська діяльність
- Віце-президент Ліги Українських Меценатів.
- Голова ради Асоціації видавців та книгорозповсюджувачів Львівщини.
- Член президії конгресу Української інтелігенції.

## Відзнаки
- Заслужений працівник культури України,
- лауреат премії імені Олекси Гірника
- лауреат премії імені Якова Гальчевського (2012)
- Кавалер орденів св. Володимира, св. Юрія Переможця, св. Кирила і Мефодія.